# Northern River Lagoon
Northern River Lagoon är en lagun i Belize. Den ligger i distriktet Belize, i den nordöstra delen av landet, 90 km nordost om huvudstaden Belmopan.